# 荒川定昭
荒川 定昭（あらかわ さだあき）は、江戸時代初期の旗本。

## 生涯
寛永19年（1642年）、荒川定安の次男として生まれる。これよりさき、兄荒川持暇は職務上の失態のため免職され、定安預けとなっており、定昭が継嗣となった。慶安元年（1648年）、7歳で徳川家光に初御目見した。承応3年（1654年）2月23日、御小姓組の番士となる。
明暦2年（1656年）11月5日、家督を継ぐ。寛文4年（1664年）3月7日、御書院番組頭となる。寛文5年12月28日（1666年）、布衣の着用をゆるされる（六位相当になったことを意味する）。
寛文11年（1671年）10月8日に御小姓組頭となり、1000石を与えられる。同年12月28日には従五位下・出羽守に叙せられた。延宝元年12月25日（1674年）、切米1000俵加増。延宝4年（1676年）6月3日には御書院番頭に転じ、天和2年（1682年）4月21日には1000俵を加増された。
駿府在番中の貞享元年（1684年）、部下の金森範明が相役の跡部良顕・中野尹政に隔意を生じさせようと謀書を作るという事件が起こった。定昭はこれを糾明しなかったばかりか、江戸に帰任したのちも事件を上司に報告しなかった。このことが罪軽からずとされ、貞享2年（1685年）2月14日丹羽長次（陸奥二本松藩）にお預けの処分が下された。このとき、長男定恒、次男定由も連座して丹羽長次預かり、三男吉之丞、四男彦三郎、五男新五郎（のち高木正容）は小笠原長胤（豊前中津藩）預かりとされた。
貞享3年（1686年）6月25日赦免される。12月23日に召し出されて切米1000俵を給され、寄合に列する。元禄元年（1688年）4月28日、徳川綱吉に拝謁。元禄10年（1697年）7月26日、切米が知行に改められ、武蔵国久良岐郡・愛甲郡・大住郡内に所領を与えられる。宝永3年（1706年）11月27日致仕。継嗣定由に家督を譲る。
正徳4年（1714年）3月26日没。享年73。